# Тур Бохума (женский)
Тур Бохума (нем. Sparkassen Giro Bochum) — шоссейная однодневная велогонка, проходившая по территории Германии с 2001 по 2019 год.

## История
После своего создания в 2001 году на протяжении 12 лет проводилась в рамках Женского мирового шоссейного календаря UCI. Протяжённость дистанции все эти годы была от 70 до 90 км. Исключение составил только 2012 года когда гонка прошла в рамках национального календаря на дистанции в 40 км.
В 2014 году вошла в календарь Женского мирового шоссейного кубка UCI, в котором просуществовала последние два его сезона. В эти два года дистанция увеличилась и составляла до 124 км.
С 2016 года стала проводиться в рамках национального календаря, а протяжённость дистанции сократилась до 60 км.
В 2019 году победу одержала Натали ван Гог, сделавшая в 2005 году операцию по смене пола.
Маршрут гонки проходил по центру Бохума.
С 1998 года проводится аналогичная гонка среди мужчин.

## Призёры
| Год  | Победитель          | Второй                 | Третий            |
| ---- | ------------------- | ---------------------- | ----------------- |
| 2001 | Шэрон Ван Эссен     | Эдит Клеп              | Маргарет Хэмсли   |
| 2002 | Бертине Спейкерман  | Катерина Бейтс         | Таня Шмидт-Хеннес |
| 2003 | Светлана Бубненкова | Регина Шляйхер         | Рошелль Гилмор    |
| 2004 | Деде Барри          | Петра Росснер          | Элисон Райт       |
| 2005 | Ангела Хенниг       | Ойнон Вуд              | Мирьям Мельхерс   |
| 2006 | Ойнон Вуд           | Таня Шмидт-Хеннес      | Хантал Белтман    |
| 2007 | Ханка Купфернагель  | Мартина Корацци        | Кристиана Зёдер   |
| 2008 | Сюзанна де Гуде     | Рошелль Гилмор         | Лус Маркеринк     |
| 2009 | Рошелль Гилмор      | Сюзанна де Гуде        | Хлоя Хоскинг      |
| 2010 | Эллен Ван Дейк      | Тиффани Кромвель       | Майке Полспоел    |
| 2011 | Адри Виссер         | Кристине Маерус        | Лисбет Де Вохт    |
| 2012 | Мике Крёгер         | Анна-Бьянка Шнитцмайер | Айлин Роэ         |
| 2013 | Кристине Маерус     | Майке Полспоел         | Кирстен Вилд      |
| 2014 | Марианна Вос        | Джорджа Бронцини       | Лотта Лепистё     |
| 2015 | Барбара Гуариши     | Люсинда Бранд          | Эмили Муберг      |
| 2016 | Кирстен Питоом      | Фемке Ван Кессель      | Алессия Мартини   |
| 2017 | Белле Де Гаст       | Элиза Бальзамо         | Кьяра Консонни    |
| 2018 | Лидия Вегемунд      | Марит Раажмакерс       | Минке Слингеланд  |
| 2019 | Натали ван Гог      | Нина Байсман           | Белле Де Гаст     |